# Imbsen
Imbsen est un quartier de la commune de Niemetal, dans le Land de Basse-Saxe.

## Géographie
Le village d'Imbsen se situe au nord de la Samtgemeinde Dransfeld dans la vallée de la Nieme. À l'est se trouve la réserve naturelle d'Ossenberg-Fehrenbusch, tandis que le Bramwald commence à l'ouest. La Nieme traverse la frontière occidentale et l'Ausschnippe s'étend à environ 2 km à l'est. Au nord du village se trouve le Backenberg. La Landesstraße L 559 traverse le village.

## Histoire
Imbsen est mentionné pour la première fois sous le nom d'Immensin en 1093, mais le document est un faux du XIIe siècle, tout comme la mention suivante, qui a lieu en 1152 lorsque le pape Eugène III confirme les privilèges à l'abbaye de Bursfelde, y compris les possessions à Imbsen. En 1276 et 1281, certaines possessions d'Imbsen sont cédées à l'abbaye de Lippoldsberg. L'ancienne cour d'Imbsen fut autrefois entre les mains d'un seigneur, de sorte que le duc Othon II de Brunswick-Göttingen, dans un contrat avec le landgrave de Hesse en 1396, donna à sa future épouse Agnès la cour d'Imbsen comme gage. La grand-mère d'Othon aurait possédé cette ferme. Un renouvellement de ce traité a lieu en 1410, et en 1437 Othon donna ses terres à son cousin le duc Guillaume Ier de Brunswick-Wolfenbüttel, parmi lesquels Imbsen est particulièrement mentionné. Lorsque le duc Guillaume de Saxe, dans la guerre de succession de la Bohême, se déplace vers Jühnde et le Bramburg en 1458, Imbsen est gravement endommagé par le chantage alimentaire et la dévastation; près de 12 000 guerriers campent devant le village pendant cinq jours. À la Pentecôte 1486, le domaine est incendié par les habitants de Göttingen, qui vivent dans l'inimitié envers le duc Guillaume II de Brunswick-Calenberg-Göttingen ; ils l'incendient une seconde fois le 6 septembre, volant le bétail et faisant huit prisonniers.
La chapelle délabrée est remplacée par une nouvelle église en 1860. En 1867, 234 personnes vivent à Imbsen, en 1871, le nombre tombe à 230. À cette époque, il y a 28 maisons et 43 ménages. En 1875, le nombre augmente légèrement, 240 résidents locaux sont répartis dans 31 bâtiments et 39 ménages.
Le 1er janvier 1973, Imbsen est incorporé dans la municipalité de Niemetal.